# Veľká Poľana
Veľká Poľana (maďarsky Nagypolány) byla obec na Slovensku v okrese Snina. Z původní obce se zachoval obecní hřbitov, jeden původní domek a pomník - rotunda padlým vojákům v první světové válce na vojenském hřbitově. Zachovaly se také ruiny kostela z r. 1784, chátrajícího od roku 1915. Pod obcí při Lukovém potoku stojí kříž z roku 1853. Obec je rodištěm národního umělce - malíře Oresta Dubaya (1919).
Území této bývalé obce je v národním parku Poloniny.

## Historie
První písemná zmínka o této zaniklé obci pochází z roku 1493. V roce 1980 byla Veľká Poľana vysídlena kvůli výstavbě Starinské přehrady.

## Vojenské hřbitovy
Ve Veľké Poľaně  jsou dva vojenské hřbitovy vojáků padlých v první světové válce (projektantem hřbitovů byl József Lamping). Na hřbitovech je pochováno přes tisíc ruských a rakousko–uherských vojáků.
Na vojenském hřbitově v zaniklé obci je pochováno 340 vojáků. Vojenský hřbitov nacházející se na Zadním Hodošíku v masivu Kučalata, je nejvýše položeným vojenským hřbitovem na Slovensku (825 m n. m.); je zde pochováno 668 vojáků.